# Кубок обладателей кубков ЕКВ среди женщин 1983/1984
12-й розыгрыш Кубка обладателей кубков ЕКВ среди женщин проходил с 7 ноября 1983 по 12 февраля 1984 года с участием 18 клубных команд стран-членов Европейской конфедерации волейбола. Победителем во 2-й раз в своей истории стала команда «Динамо» (Берлин, ГДР).

## Команды-участницы
| Страна       | Команда                        |
| ------------ | ------------------------------ |
| Бельгия      | «Темсе» (Темсе)                |
| Болгария     | «Левски-Спартак» (София)       |
| Венгрия      | «Вашаш» (Будапешт)             |
| ГДР          | «Динамо» (Берлин)              |
| Греция       | «Зириниос» (Кифисья)           |
| Израиль      | «Хапоэль» (Бат-Ям)             |
| Италия       | «Нельсен» (Реджо-нель-Эмилия)  |
| Люксембург   | «Олимпик» (Люксембург)         |
| Нидерланды   | «Ван Хутен» (Херлен)           |
| Норвегия     | «Сортланн» (Сортланн)          |
| Португалия   | «Атлетику» (Лиссабон)          |
| Турция       | «Арчелик» (Стамбул)            |
| Франция      | «КАСЖ Пари» (Париж)            |
| ФРГ          | «Ойте» (Фехта)                 |
| Чехословакия | «Руда Гвезда» (Прага)          |
| Швейцария    | «Уни» (Базель)                 |
| Швеция       | «Уппсала Студентерс» (Уппсала) |
| Югославия    | «Палома-Браник» (Марибор)      |

## Система проведения розыгрыша
В турнире принимают участие команды 18 стран-членов ЕКВ (представители национальных чемпионатов или Кубков своих стран). Турнир состоит из трёх раундов плей-офф и финального этапа. В раундах плей-офф команды делятся на пары и проводят между собой по два матча с разъездами. Победителем пары выходит команда, одержавшая две победы. В случае равенства побед победителем становится команда, имеющая лучшее соотношение партий по сумме обоих матчей. В случае равенства и этого показателя в дальнейшую стадию плей-офф выходит команда, имеющая лучшее соотношение игровых очков (мячей) по сумме матчей.
В 1-м раунде плей-офф участвуют 4 команды. 2 победителя пар 1-го раунда выходят в 1/8 финала, где к ним присоединяются 14 команд, освобождённых от участия в стартовом раунде. 
8 команд-участниц четвертьфинала плей-офф определяют четырёх участников финального этапа.
Финальный этап состоит из однокругового турнира, по результатам которого определяется итоговая расстановка мест.

## 1-й раунд
ноябрь 1983
 «Уни» (Базель) —  «Хапоэль» (Бат-Ям)
.. ноября. 3:-.
.. ноября. 3:2 (15:12, 15:6, 11:15, 14:16, 15:13).
 «Темсе» —  «Олимпик» (Люксембург)
7 ноября. 3:0.
.. ноября. ?:?
От участия в первом раунде освобождены:
| «Левски-Спартак» (София) «Вашаш» (Будапешт) «Динамо» (Берлин) «Зириниос» (Кифисья) «Нельсен» (Реджо-нель-Эмилия) «Ван Хутен» (Херлен) «Сортланн» | «Атлетику» (Лиссабон) «Арчелик» (Стамбул) «КАСЖ Пари» (Париж) «Ойте» (Фехта) «Руда Гвезда» (Прага) «Уппсала Студентерс» (Уппсала) «Палома-Браник» (Марибор) |

## 1/8 финала
декабрь 1983
 «Палома-Браник» (Марибор) —  «Динамо» (Берлин)
3 декабря. 0:3 (7:15, 7:15, 4:15).
.. декабря. 0:3 (2:15, 4:15, 4:15).
 «Ойте» (Фехта) —  «Арчелик» (Стамбул)
3 декабря. 3:0 (15:6, 15:6, 15:10).
.. декабря. 3:1.
 «Вашаш» (Будапешт) —  «Левски-Спартак» (София)
3 декабря. 3:0.
11 декабря. 0:3.
12 декабря. 0:3. Дополнительный матч за выход в 1/4 финала прошёл в Софии.
 «Нельсен» (Реджо-нель-Эмилия) —  «КАСЖ Пари» (Париж)
3 декабря. 3:1 (15:8, 15:5, 14:16, 15:6).
.. декабря. 3:0 (15:8, 15:12, 15:9).
 «Темсе» —  «Руда Гвезда» (Прага)
4 декабря. 0:3 (7:15, 4:15, 4:15).
11 декабря. 0:3 (1:15, 11:15, 1:15).
 «Сортланн» —  «Уппсала Студентерс» (Уппсала)
.. декабря. 3:2.
.. декабря. 1:3.
 «Ван Хутен» (Херлен) —  «Атлетику» (Лиссабон)
9 декабря. 3:0.
11 декабря. 3:0 (15:3, 15:3, 15:4).
 «Уни» (Базель) —  «Зириниос» (Кифисья)
.. декабря. 3:0.
.. декабря. 3:1 (15:9, 15:10, 11:15, 15:2).

## Четвертьфинал
январь 1984
 «Ойте» (Фехта) —  «Динамо» (Берлин)
11 января. 2:3 (16:14, 11:15, 16:14, 5:15, 4:15).
.. января. 0:3 (6:15, 14:16, 13:15).
 «Нельсен» (Реджо-нель-Эмилия) —  «Левски-Спартак» (София)
11 января. 1:3 (4:15, 15:5, 5:15, 13:15).
18 января. 3:0 (15:8, 15:9, 15:7).
 «Руда Гвезда» (Прага) —  «Уппсала Студентерс» (Уппсала)
11 января. 3:0 (15:2, 15:0, 15:4).
.. января. 3:0 (15:10, 15:5, 15:8).
 «Ван Хутен» (Херлен) —  «Уни» (Базель)
.. января. 3:0 (15:5, 15:5, 15:4).
.. января. 1:3 (14:16, 15:2, 9:15, 13:15).

## Финал четырёх
10—12 февраля 1984.  Анкара.
Участники:
 «Динамо» (Берлин)

 «Нельсен» (Реджо-нель-Эмилия)

 «Ван Хутен» (Херлен)

 «Руда Гвезда» (Прага)

### Результаты
| М | Команда                       | 1   | 2   | 3   | 4   | И | В | П | С/П | О |
| - | ----------------------------- | --- | --- | --- | --- | - | - | - | --- | - |
| 1 | «Динамо» (Берлин)             |     | 3:1 | 3:0 | 3:0 | 3 | 3 | 0 | 9:1 | 6 |
| 2 | «Нельсен» (Реджо-нель-Эмилия) | 1:3 |     | 3:2 | 3:0 | 3 | 2 | 1 | 7:5 | 5 |
| 3 | «Руда Гвезда» (Прага)         | 0:3 | 2:3 |     | 3:0 | 3 | 1 | 2 | 5:6 | 4 |
| 4 | «Ван Хутен» (Херлен)          | 0:3 | 0:3 | 0:3 |     | 3 | 0 | 3 | 0:9 | 3 |

|        |                         |     |         |        |        |        |        |
|        |                         |     |         |        |        |        |        |
| 10.02. | Нельсен — Руда Гвезда   | 3:2 | (9:15,  | 15:3,  | 15:10, | 14:16, | 15:13) |
| 10.02. | Динамо — Ван Хутен      | 3:0 | (15:11, | 15:6,  | 15:3)  |        |        |
| 11.02. | Динамо — Нельсен        | 3:1 | (15:11, | 11:15, | 15:12, | 15:12) |        |
| 11.02. | Руда Гвезда — Ван Хутен | 3:0 | (15:8,  | 15:9,  | 15:1)  |        |        |
| 12.02. | Динамо — Руда Гвезда    | 3:0 | (15:10, | 15:12, | 16:14) |        |        |
| 12.02. | Нельсен — Ван Хутен     | 3:0 | (15:4,  | 15:4,  | 15:5)  |        |        |

### Итоги

#### Положение команд
| «Динамо» (Берлин)             |
| «Нельсен» (Реджо-нель-Эмилия) |
| «Руда Гвезда» (Прага)         |
| 4. «Ван Хутен» (Херлен)       |

#### Призёры
«Динамо» (Берлин): Катрин Лангшвагер, Моника Бой, Хайке Йенсен, Майке Арльт, Рамона Ландграф, Ариане Радфан, Констанц Радфан, Грит Науман, Силке Ягер, Силке Шотт, Уте Дроппельман. Главный тренер — Зигфрид Кёлер.
  «Нельсен» (Реджо-нель-Эмилия): Беатриче Бигьярини, Паола Виапьяно, Брунелла Филиппини, ... 
  «Руда Гвезда» (Прага): Симона Манделова, Элишка Лангшадлова, Эва Досталова, Ирена Маховчак, … Главный тренер — Петр Коп.